# Леонтьев, Борис Михайлович
Бори́с Миха́йлович Лео́нтьев (2 февраля 1924, Ряжск — 21 сентября 2017, Москва) — советский и российский юрист, специалист по советскому уголовному праву и актуальным проблемам ответственности за экономические преступления; выпускник юридического факультета МГУ (1949), профессор на кафедре уголовного права и криминологии юридического факультета МГУ (1978); заслуженный профессор Московского университета (2012).

## Биография
Борис Леонтьев родился в Ряжске 2 февраля 1924 года; в 1942 году, после получения среднего образования, он был призван в Рабоче-крестьянскую Красную армию — был направлен в Тамбовское пулеметное училище. Во время Второй мировой войны, с января по август 1943 года, он являлся рядовым пехоты в действующей армии: состоял номером роты противотанковых ружей в составе 37-й гвардейской стрелковой дивизии Центрального фронта. С солдатами фронта принимал участие в битве на Курской дуге, где был тяжело ранен 27 августа 1943 года; вскоре был демобилизован из РККА в связи с инвалидностью. За военные заслуги был награждён орденами Отечественной войны как I, так и II степени.
В период с 1944 по 1949 год Леонтьев являлся студентом юридического факультета МГУ имени Ломоносова. После получения высшего образования он продолжил обучение в аспирантуре юрфака; в 1952 году защитил кандидатскую диссертацию на тему «Уголовная ответственность за выпуск недоброкачественной продукции» — стал кандидатом юридических наук. Работал преподавателем МГУ с 1 сентября 1952 и до своей смерти: последовательно занимал должности ассистента, старшего научного сотрудника, доцента и профессора, работая на кафедре уголовного права и криминологии.
В 1963 году Леонтьев опубликовал свою монографию «Ответственность за хозяйственные преступления» (Госюриздат). В ноябре 1969 году он успешно защитил докторской диссертации на тему «Уголовная ответственность за хозяйственные преступления по советскому уголовному праву» — стал доктором юридических наук. В период с 1975 по 1984 год он состоял председателем профсоюзного комитета юридического факультета МГУ. В данный период, в 1979 году (по другим данным — 1978), он занял должность профессора; уже в России, в 2012 году, он был удостоен почетного звания «Заслуженный профессор Московского университета». С 2008 году читал студентам МГУ курсы «Служебные преступления», «Преступления против интересов службы и экономической деятельности» и «Преступления в сфере экономической деятельности». C мая 2014 по август 2017 года входил в диссертационный совет МГУ «Уголовное право и криминология; уголовно-исполнительное право»; скончался в Москве 21 сентября 2017 года.

## Работы
Борис Леонтьев являлся автором и соавтором более шести десятков научных работ, включая пятнадцать учебников по уголовному праву СССР и России; он также подготовил десять кандидатов юридических наук. Леонтьев определял преступлениями в сфере экономики как «предусмотренные уголовным законом посягательство на экономические интересы, заключающиеся в умышленных нарушениях должностными или иными лицами нормального порядка ведения экономической деятельности»:
- Развитие норм об уголовной ответственности за преступления в сфере экономической деятельности (1813—1996 гг.) // Вестник Московского университета. Серия 11: Право, издательство Изд-во Моск. ун-та, № 3.
- «Уголовное право РФ. Общая часть» (соавт., 2012).